# غلام محمد قادر
غلام محمد قادر (من مواليد 24 فبراير 1948) هو سياسي من بنغلاديش والرئيس الثاني لحزب جاتيا، وزعيم المعارضة في برلمان بنغلاديش. وهو عضو سابق في حزب جاتيا سانجساد من دائرة لالمونيرات-3. شغل منصب وزير التجارة ووزير الطيران المدني والسياحة من عام 2009 إلى عام 2014.